# グスタフ・ラートブルフ

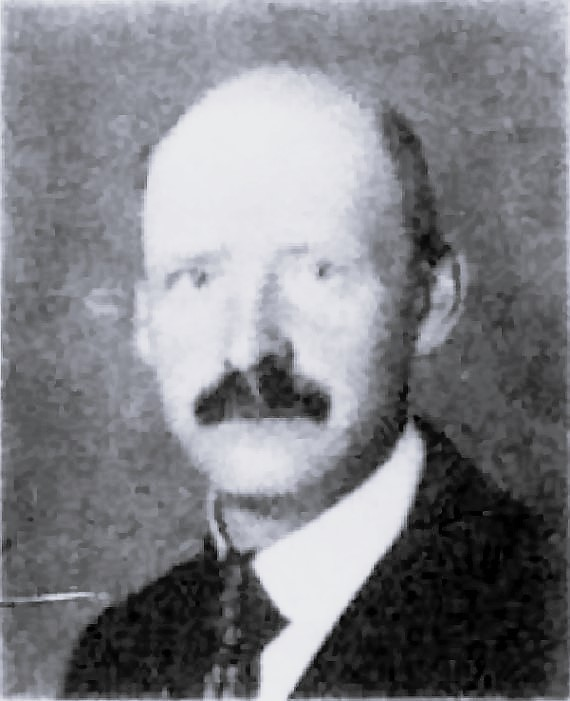
グスタフ・ラートブルフ（1921年）

グスタフ・ラートブルフ（Gustav Radbruch、1878年11月21日 - 1949年11月23日）は、ドイツの法哲学者、刑法学者、刑事政策家。フランツ・フォン・リスト（Franz von Liszt）門下。確信犯の概念を提唱したことで知られる。

## 人物・生涯
- 1878年11月21日、裕福な商人ハインリッヒ・ラートブルフとその妻エンマの子として、リューベックに生まれる。同地のギムナジウム、カタリネウム校（ドイツ語版、英語版）独: Katharineum zu Lübeck）に入学し、ギリシア語とラテン語を習得する。
- ライプツィヒ大学に籍を置いていた際に、カール・ビンディング（独: Karl Binding）がフランツ・フォン・リストの教科書の危険性について警告したことがきっかけとなり、かえってラートブルフはリストのいるベルリンへ赴き、リストの門下となる[1]。
- 1901年　第一次司法試験に合格。司法官試補職（ドイツ語版）（独: Rechtsreferendariat）のため、故郷のリューベックに帰る。しかし、研究のためにリストのゼミナールに戻る。
- 1902年5月　博士学位取得のための口述試験に合格。『相当因果惹起の理論』（"Die Lehre von der adäquanten Verursachung"）。
- 1903年　教授資格論文をリストの推薦で、ハイデルベルク大学のカール・フォン・リリエンタール（ドイツ語版、英語版）に提出。同大学私講師。
- 1914年9月　ケーニヒスベルク大学員外教授に招聘される。
- 1915年　娘レナーテ・マリア（Renate Maria）生まれる（1939年、雪崩によって死去）。
- 1918年　息子アンゼルム（Anselm）生まれる（1943年、スターリングラードの前で兵士として死去）。
- 1919年　キール大学正教授。
  - この頃、ドイツ社会民主党に入党。
- 1921年‐1922年　ヴィルト内閣において司法相に就任。いわゆる「ラートブルフ草案」を提出。
- 1922年-1923年　シュトレーゼマン内閣において司法相に就任。
- 1926年　ハイデルベルク大学正教授。
- 1933年　教職を罷免される。
- 第二次世界大戦後、ハイデルベルク大学に復職。法学部長を務める。
- 1949年11月23日、ハイデルベルクで死去。

## 著作物

### 著作集
ラートブルフの全著作は、晩年の弟子アルトゥール・カウフマンに遺贈され、カウフマンによってラートブルフ全集が計画された。その全集は1987年の第1巻『法哲学I』に始まり、2003年の第20巻『補遺と全巻索引』で完結している。

### 日本語訳
ラートブルフの著作の日本語版は、1960年代に東京大学出版会から、山田晟・久保正幡・野田良之・碧海純一らの編集で『ラートブルフ著作集』（全11巻完結）として出版されている。
- 『ラートブルフ著作集1　法哲学』田中耕太郎訳。ラートブルフの主著。
- 『ラートブルフ著作集2　法哲学綱要』山田晟訳。
- 『ラートブルフ著作集3　法学入門』碧海純一訳。
- 『ラートブルフ著作集4　実定法と自然法』尾高朝雄ほか訳。
- 『ラートブルフ著作集5　法における人間』桑田三郎ほか訳。
- 『ラートブルフ著作集6　イギリス法の精神』林深山・長尾龍一ほか訳。
- 『ラートブルフ著作集7　一法律家の生涯』菊池栄一・宮沢浩一訳。近代刑法学の父A.フォイエルバッハの生涯。
- 『ラートブルフ著作集8　社会主義の文化理論』野田良之・山田晟訳。
- 『ラートブルフ著作集9　人と思想』野田良之・小堀桂一郎訳。
- 『ラートブルフ著作集10　心の旅路』山田晟訳。死後刊行された自叙伝。
- 尾高朝雄・碧海純一『ラートブルフ著作集　別　ラートブルフの法哲学』。ラートブルフ法哲学の解説。